# Загальноосвітня школа № 22 (Кременчук)
Кременчу́цька гімназія № 22 — заклад загальної середньої освіти № 22, який розташований у Кременчуці на Раківці.

## Історія
Гімназія відкрилась 7 вересня 1965 року. Школа будувалася за типовим проєктом 2-02-964у разом зі сталеливарним заводом, як складова інфраструктури в мікрорайоні. Першим директором став Ткаченко Сергій Васильович. На той момент гімназія була одна з небагатьох, де навчання велося українською мовою . 

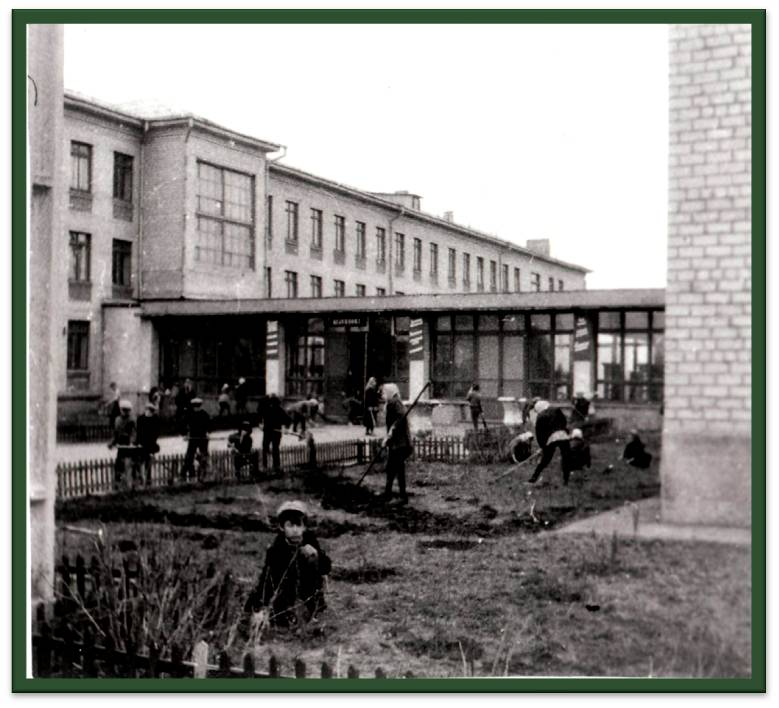

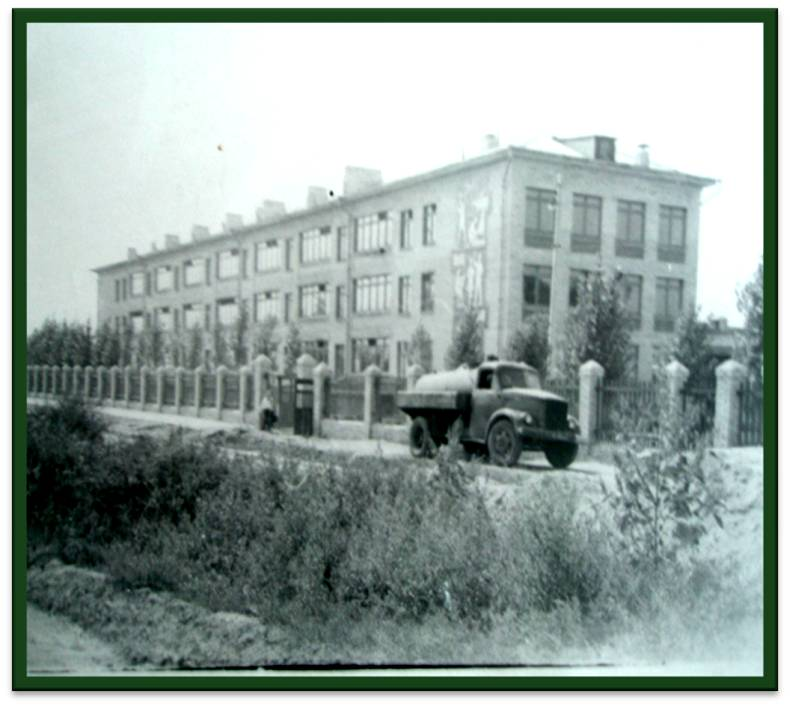

Учителі разом з учнями створили Ленінську кімнату, організували роботу клубу інтернаціональної дружби, гуртків юних туристів, волейбольної та баскетбольної секцій, гуртка технічної творчості, учнівського хору. При гімназії відкрили класи музичної студії, в яких вчилися грати на піаніно, на баяні, на акордеоні.
Велика учнівська родина об’єднувала жовтенят, піонерів, комсомольців. М.Ф.Ярига
В.Я.Загорулько. Учителі, учні та їхні батьки здійснили прекрасний проект «Гімназійний сад», і зацвіли на гімназійному подвір’ї яблуні, абрикоси, груші; покликав дітей на заняття зелений клас. А ще до послуг учнів та відпочиваючих у літньому таборі відпочинку дітей з мікрорайону був введений відкритий басейн для купання.
Після Сергія Васильовича Ткаченка у 1970 році гімназію о
Учні 2-го класу приймалися в козачата, залучалися до цікавих справ. П’ятикласники обирали свого курінного, складали план роботи куреня, за яким знайомилися з історією доби козаччини, традицгімназію мольклором тих часів. Старшокласники залучалися до козацького лекторію, що передбачав заохочення учнів до вивчення історії України, історії козаччини, звичаїв, обрядів, культури козацького життя.
З 2008 гімназію  у очолює Гербас Ганна Несторівна, сучасний керівник, добрий господарникГімназіяола збгімназія  найкращі традиції, що склнавчальних закладів зється українською мовою мова навчання;
пріоритетним своїм завданням вчителі вважають формування стійкого поників гімназії ставлення учнів до навчання, озброєнгімназії ів міцними системними знаннями, вироблення в них навичок навчання та самостійності, почуття патріотизму, національної гордості;
З 2010 р. за ініціативою учнів було змінено форму дитячої учнівської організації - Республіка «Світ у долонях». Сьогодні гімназисти за власною ініціативою беруть участь в інтелектуальних турнірах, громадянських акціях, виховних гімназійних та міських заходах.
85 випускників гімназії стали золотими медалістами, 52 учні закінчили гімназію зі срібною медаллю.
У гімназію повернулися педагогічними працівниками колишні випускники школи: Сакун Тетяна Володимирівна, Бондарєва Ольга Євгеніївна, Кошель Валентина Олександрівна, Бучек Тетяна Миколаївна, Литвиненко Ірина Митрофанівна, Білецька Аліна Миколаївна, Сакун Оксана Анатоліївна, Заріцька Анна В’ячеславівна, Виходець Вячеслав Васильович.
Сьогодні в гімназії навчається 892 учні, 32 класи, працює 59 учителів, з них:
- 13 учителів-методистів;
- 7 старших учителів;
- 6 відмінників освіти України;
- 27 спеціаліст вищої кваліфікаційної категорії.